# Генріх Шефер
Генріх Шефер (нім. Heinrich Schäfer; 30 січня 1907, Бремергафен — 8 січня 1944, Токіо) — німецький офіцер-підводник, фрегаттен-капітан крігсмаріне.

## Біографія
В 1932 році вступив на флот. З 1 квітня 1942 по 19 листопада 1943 року — командир підводного човна U-183, на якому здійснив 3 походи (разом 320 днів у морі), з 6 грудня 1943 по 7 січня 1944 року — UIT-23. 28 грудня 1943 року опинився в Японському морському шпиталі через паратиф. 7 січня 1944 року переніс апендицит і був прооперований, проте наступного дня помер через слабкість кровоносної системи, викликану обома хворобами.
Всього за час бойових дій потопив 2 кораблі загальною водотоннажністю 8582 тонни.
| Дата            | Назва корабля   | Тип               | Тоннаж | Вантаж                                                           | Екіпаж | Загинули | Країна             | Конвой  |
| --------------- | --------------- | ----------------- | ------ | ---------------------------------------------------------------- | ------ | -------- | ------------------ | ------- |
| 3 грудня 1942   | Empire Dabchick | Торговий пароплав | 6,089  | Баласт                                                           | 48     | 48       | Британська імперія | ONS-146 |
| 11 березня 1943 | Olancho         | Торговий пароплав | 2,493  | 31 000 стебел бананів і палубний вантаж з колод червоного дерева | 46     | 5        | Гондурас           |         |

## Звання
- Оберфенріх-цур-зее (1 вересня 1935)
- Лейтенант-цур-зее (1 січня 1936)
- Оберлейтенант-цур-зее (1 жовтня 1937)
- Капітан-лейтенант (1 жовтня 1939)
- Фрегаттен-капітан (1 січня 1944)

## Нагороди
- Медаль «За вислугу років у Вермахті» 4-го класу (4 роки)